# Ismail Jakobs
Ismail Joshua Jakobs, född 17 augusti 1999, är en tysk-senegalesisk fotbollsspelare som spelar för AS Monaco och Senegals landslag.

## Karriär
Den 12 juli 2021 värvades Jakobs av AS Monaco, där han skrev på ett femårskontrakt. Jakobs debuterade den 3 augusti 2021 i en 2–0-vinst över Sparta Prag i den tredje kvalomgången av Champions League, där han blev inbytt i den 76:e minuten mot Aleksandr Golovin.

## Landslagskarriär
I november 2022 blev Jakobs uttagen i Senegals trupp till VM 2022.